# Wolseley Eight
La Eight è un'autovettura prodotta dalla Wolseley dal 1946 al 1948.

## Contesto
La Eight è stata una leggera berlina quattro porte che era basata sulla Morris Eight Serie E. Condivideva molte parti della carrozzeria con la MG Y-type. Alcune fonti dell'epoca riportavano che la Eight era il modello preferito da William Morris. Il modello venne progettato prima della seconda guerra mondiale, e doveva essere lanciato originariamente nel 1940. Ciò non avvenne a causa dell'evolversi degli eventi bellici.
In linea con le direttive economiche del Governo del Regno Unito, la maggior parte degli esemplari prodotti vennero esportati. 
Sebbene basata sulla Morris Eight del 1938, il modello presentava delle differenze con la vettura da cui derivava. Erano presenti, ad esempio, la tipica calandra e il classico cofano Wolseley, oltre che il portellone posteriore incernierato inferiormente.
Il motore fu convertito dall'originale a valvole laterali a uno a valvole in testa. Di conseguenza, la potenza crebbe da 29 CV a 33 CV. Questo propulsore era a quattro cilindri in linea da 918 cm³ di cilindrata.
Le sospensioni, non indipendenti, erano a balestra semiellittica sia all'avantreno che al retrotreno. I freni erano idraulici a tamburo sulle quattro ruote. L'impianto elettrico era a 6 V. Il cambio era manuale a quattro rapporti.
Gli interni della Eight erano di un certo livello. Tra i materiali, erano utilizzati la pelle e il legno di noce. All'epoca del lancio, la Eight era collocata sul mercato a un prezzo di 416 sterline, quindi 115 in più del modello Morris.